# Масляный мост
Ма́сляный мост — пешеходный металлический балочный мост-теплопровод через Обводный канал в Адмиралтейском/Московском районе Санкт-Петербурга, соединяет Безымянный остров и левый берег Обводного канала.

## Расположение
Расположен рядом с Масляным переулком, в районе д. 121 и д. 80 по набережной Обводного канала.
Выше по течению находится Газовый мост, ниже — Ново-Московский мост.
Ближайшая станция метрополитена — «Фрунзенская».

## Название
Название известно с 1984 года и дано по наименованию расположенного рядом Масляного переулка.

## История
Мост построен в 1984 году при реконструкции набережной левого берега по проекту инженеров института «Ленгипроинжпроект» Б. Э. Дворкина, А. И. Рубашева и архитектора В. М. Иванова. Строительство выполнило СУ-2 треста «Ленмостострой» под руководством главного инженера Б. Н. Филиппова и старшего производителя работ В. В. Белова.

## Конструкция
Мост однопролётный металлический балочный. Пролётное строение выполнено в виде двух металлических балок двутаврового сечения с криволинейным очертанием нижнего пояса и ортотропной плитой, включенной в работу главных балок. Между главными балками проложены теплофикационные трубы и инженерные коммуникации. Основанием для моста служит стенка набережной. Длина моста составляет 30,7 м, ширина — 3 м. По своей конструкции идентичен Можайскому и Газовому мостам, построенным в это же время.
Мост предназначен для пропуска пешеходов и прокладки труб теплотрассы. Покрытие прохожей части моста эпосланбетон. Перильное ограждение чугунное простого рисунка, завершается на гранитными тумбами. Первоначально на устоях моста были установлены четыре металлических торшера освещения, однако в мае 2000 года они были демонтированы. По словам представителя СПб ГБУ «Мостотрест», причиной стала «неэффективность ввиду достаточного освещения на подходах», возвращать фонари не планируется.